# Plainview (Texas)
Plainview è un comune (city) degli Stati Uniti d'America e capoluogo della contea di Hale nello Stato del Texas. La popolazione era di 22 194 abitanti al censimento del 2010.

## Geografia fisica
Secondo lo United States Census Bureau, la città ha una superficie totale di 35,73 km², dei quali 35,73 km² di territorio e 0 km² di acque interne (0% del totale).

## Società

### Evoluzione demografica
Secondo il censimento del 2010, la popolazione era di 22 194 abitanti.

### Etnie e minoranze straniere
Secondo il censimento del 2010, la composizione etnica della città era formata dal 68,54% di bianchi, il 5,19% di afroamericani, l'1,07% di nativi americani, lo 0,49% di asiatici, lo 0,09% di oceanici, il 20,97% di altre razze, e il 3,65% di due o più etnie. Ispanici o latinos di qualunque razza erano il 59,57% della popolazione.